# Memphis Grizzlies 2014-2015
La stagione 2014-15 dei Memphis Grizzlies fu la 20ª nella NBA per la franchigia.
I Memphis Grizzlies arrivarono secondi nella Southwest Division della Western Conference con un record di 55-27. Nei play-off vinsero al primo turno con i Portland Trail Blazers (4-1), perdendo poi la semifinale di conference con i Golden State Warriors (4-2).

## Scelta draft
| Giro | Chiamata | Giocatore    | Ruolo | Nazionalità | College/Club |
| ---- | -------- | ------------ | ----- | ----------- | ------------ |
| 1    | 22       | Jordan Adams | G     | Stati Uniti | UCLA Bruins  |

## Roster
| N° | Naz.                   | Ruolo | Sportivo         | Anno | Alt. | Peso |
| -- | ---------------------- | ----- | ---------------- | ---- | ---- | ---- |
| 0  | Stati Uniti (bandiera) | A     | JaMychal Green   | 1990 | 203  | 103  |
| 1  | Stati Uniti (bandiera) | A     | Jarnell Stokes   | 1994 | 206  | 119  |
| 2  | Stati Uniti (bandiera) | G     | Russ Smith       | 1991 | 183  | 75   |
| 3  | Stati Uniti (bandiera) | G     | Jordan Adams     | 1994 | 196  | 100  |
| 5  | Stati Uniti (bandiera) | G     | Courtney Lee     | 1985 | 196  | 91   |
| 8  | Stati Uniti (bandiera) | GA    | Quincy Pondexter | 1988 | 198  | 102  |
| 9  | Stati Uniti (bandiera) | G     | Tony Allen       | 1982 | 193  | 97   |
| 11 | Stati Uniti (bandiera) | G     | Mike Conley      | 1987 | 185  | 82   |
| 12 | Grecia (bandiera)      | G     | Nick Calathes    | 1989 | 198  | 97   |
| 13 | Stati Uniti (bandiera) | AC    | Tyrus Thomas     | 1986 | 206  | 98   |
| 15 | Stati Uniti (bandiera) | G     | Vince Carter     | 1977 | 198  | 100  |
| 19 | Slovenia (bandiera)    | G     | Beno Udrih       | 1982 | 191  | 93   |
| 21 | Stati Uniti (bandiera) | A     | Tayshaun Prince  | 1980 | 206  | 98   |
| 27 | Stati Uniti (bandiera) | G     | Kalin Lucas      | 1989 | 185  | 88   |
| 30 | Stati Uniti (bandiera) | A     | Jon Leuer        | 1989 | 208  | 103  |
| 32 | Stati Uniti (bandiera) | A     | Jeff Green       | 1986 | 206  | 107  |
| 33 | Spagna (bandiera)      | C     | Marc Gasol       | 1985 | 216  | 120  |
| 41 | Grecia (bandiera)      | C     | Kosta Koufos     | 1989 | 213  | 120  |
| 50 | Stati Uniti (bandiera) | A     | Zach Randolph    | 1981 | 206  | 115  |

## Staff tecnico
- Allenatore: Dave Joerger
- Vice-allenatori: Jeff Bzdelik, Jason March, Shawn Respert, Bob Thornton, Duane Ticknor, Elston Turner
- Vice-allenatore per lo sviluppo dei giocatori: John Townsend
- Preparatore atletico: Drew Graham
- Assistente preparatore: John Faltus

## Classifiche

### Southwest Division
| Pos | Squadra           | V  | P  | PCT  | GB   | C     | T     | DIV | PG |
| --- | ----------------- | -- | -- | ---- | ---- | ----- | ----- | --- | -- |
| 1.  | Houston Rockets   | 56 | 26 | .683 | -    | 30-11 | 26-15 | 8-8 | 82 |
| 2.  | Memphis Grizzlies | 55 | 27 | .671 | 1.0  | 31-10 | 24-17 | 9-7 | 82 |
| 3.  | San Antonio Spurs | 55 | 27 | .671 | 1.0  | 33-8  | 22-19 | 8-8 | 82 |
| 4.  | Dallas Mavericks  | 50 | 32 | .610 | 6.0  | 27-14 | 23-18 | 7-9 | 82 |
| 5.  | N.O. Pelicans     | 45 | 37 | .549 | 11.0 | 28-13 | 17-24 | 8-8 | 82 |

### Western Conference
| Pos                 | Squadra              | V  | P  | PCT  | GB   | PG |
| ------------------- | -------------------- | -- | -- | ---- | ---- | -- |
| 1.                  | G.S. Warriors*       | 67 | 15 | .817 | -    | 82 |
| 2.                  | Houston Rockets*     | 56 | 26 | .683 | 11.0 | 82 |
| 3.                  | L.A. Clippers        | 56 | 26 | .683 | 11.0 | 82 |
| 4.                  | Portland T. Blazers* | 51 | 31 | .622 | 16.0 | 82 |
| 5.                  | Memphis Grizzlies    | 55 | 27 | .671 | 12.0 | 82 |
| 6.                  | San Antonio Spurs    | 55 | 27 | .671 | 12.0 | 82 |
| 7.                  | Dallas Mavericks     | 50 | 32 | .610 | 17.0 | 82 |
| 8.                  | N.O. Pelicans        | 45 | 37 | .549 | 22.0 | 82 |
| Escluse dai playoff |                      |    |    |      |      |    |
| 9.                  | Oklahoma Thunder     | 45 | 37 | .549 | 22.0 | 82 |
| 10.                 | Phoenix Suns         | 39 | 43 | .476 | 28.0 | 82 |
| 11.                 | Utah Jazz            | 38 | 44 | .463 | 29.0 | 82 |
| 12.                 | Denver Nuggets       | 30 | 52 | .366 | 37.0 | 82 |
| 13.                 | Sacramento Kings     | 29 | 53 | .354 | 38.0 | 82 |
| 14.                 | L.A. Lakers          | 21 | 61 | .256 | 46.0 | 82 |
| 15.                 | Minnesota T'wolves   | 16 | 66 | .195 | 51.0 | 82 |